# Al-Shamal Sports Club
Maillots
Al-Shamal Sports Club (en arabe : نادي الشمال الرياضي), plus couramment abrégé en Al-Shamal SC, est un club qatarien de football fondé en 1980 et basé dans la ville d'Ash Shamal.

## Biographie
Lors de la saison 2007-08, le club est descendu en Division 2 qatari.

## Palmarès
| Compétitions nationales                                  |
| -------------------------------------------------------- |
| - Coupe Sheikh Jassem de Qatar (1) : - Vainqueur : 1996. |

## Anciens joueurs
- Mahmood Abdulrahman
- Hussain Ali Baba
- Marcone
- Aziz Ben Askar
- Saïd Boutahar
- Yamen Ben Zekri
- Ronald de Boer
- Frank de Boer
- Ahmed Hadid
- Santiago Salazar

(voir aussi Catégorie:Joueur de l'Al-Shamal)

## Évolution du logo

Ancien logo
Ancien logo
Logo actuel